# Канны
Ка́нны, Канн или Кан (фр. Cannes, МФА: [kan]о файле, окс. Canas) — город и коммуна на юго-востоке Франции в регионе Прованс — Альпы — Лазурный Берег, департамент Приморские Альпы, округ Грас, кантоны Канны-1 и Канны-2. Является одним из наиболее популярных и известных курортов Лазурного Берега. Известен своим ежегодным кинематографическим фестивалем. В ноябре 2011 года принимал шестой саммит G-20.
При использовании варианта названия Кан следует иметь в виду, что на севере страны есть Кан (фр. Caen [kɑ̃]), причём последний больше по величине.
Площадь коммуны — 19,62 км², население — 70 610 человек (2006) с тенденцией к стабилизации: 73 603 человека (2012), плотность населения — 3751,4 чел/км².

## Название
При основании город получил название Эгитна. Затем, в X веке н. э. Канны были известны как Кануа, что значило высота. Есть также предположение, что название Кануа происходит от растения «canna».

## История

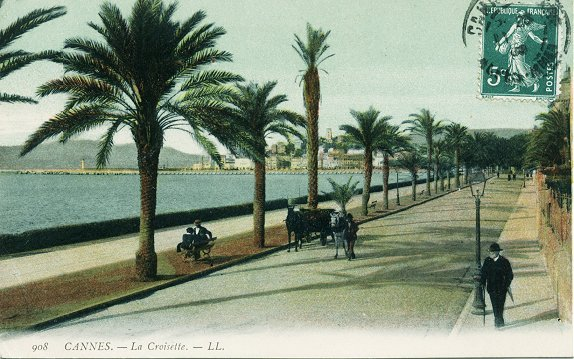
Канны до 1910 года

Находившееся на месте Канн поселение под названием Эгитна (греч. Αίγιθνα) по одной из версий было основано римлянами в 42 году до н. э., по другой версии — лигурами в 2 веке до н. э. Жители занимались в основном рыбной ловлей, а само последние использовалось как порт при торговле с Леринскими островами. В 69 году н. э. — году четырёх императоров — Эгитна стал ареной ожесточённых столкновений между войсками Отона и Вителлия. В 891 году город захватили сарацины. Получивший название Кануа (фр. Canua), город оставался в их власти до конца X века.
Построенная в 1035 году крепость позволила поселившимся в регионе монахам успешно оборонять регион. Около 1530 года город сумел выйти из-под власти церкви и получить относительную независимость. За пределами Прованса Канны были малоизвестны вплоть до XIX века.
В 1834 году бывший английский канцлер лорд Генри Питер Брум по дороге в Италию вынужден был из-за эпидемии холеры задержаться в Каннах. Лорд Брум был так очарован красотой этого французского городка, его небом, мягким климатом, что решил построить в Каннах дом. Многие английские аристократы последовали его примеру. Вскоре Канны открыли для себя состоятельные подданные Российской Империи. В 1879 году город посещала императрица Мария Александровна, супруга Александра II в сопровождении сыновей Сергея и Павла. В 1888 году Ги де Мопассан писал о Каннах: «Принцы, принцы, повсюду принцы».

## Геральдика

Герб Канн

Герб города Канны представляет собой голубой геральдический щит, по диагонали его пересекает серебряная пальмовая ветвь, по обеим сторонам которой расположены две золотые лилии.
Некогда у Леринского аббатства был герб, изображающий серебряную пальму на голубом щите в соответствии с преданием, согласно которому святой Гонорат изгнал змею пальмовой ветвью. В 1030 году, когда аббатству были подарены каннские земли, в гербе появились буквы «C» от Canna и «A» от abbatia. В 1633 году консулы изменили буквы на королевские лилии, чтобы угодить представителю короля маркизу Сен-Шамон (фр. Melchior Mitte de Chevrières). В 1696 году в Большом сборнике гербов Франции Шарля д'Озье (фр. Charles d'Hozier) был впервые зафиксирован современный герб Канн.
У коммуны существует логотип.

## Население
Население коммуны в 2011 году составляло 72 607 человек, а в 2012 году — 73 603 человека.
| 1962   | 1968   | 1975   | 1982   | 1990   | 1999   | 2006   | 2011   | 2012   |
| ------ | ------ | ------ | ------ | ------ | ------ | ------ | ------ | ------ |
| 58 079 | 67 152 | 70 527 | 72 259 | 68 676 | 67 304 | 70 610 | 72 607 | 73 603 |

Динамика численности населения:

## Экономика
В 2010 году из 42 267 человек трудоспособного возраста (от 15 до 64 лет) 30 309 были экономически активными, 11 958 — неактивными (показатель активности 71,7 %, в 1999 году — 67,7 %). Из 30 309 активных трудоспособных жителей работал 25 691 человек (13 197 мужчин и 12 494 женщины), 4618 числились безработными (2193 мужчины и 2425 женщин). Среди 11 958 трудоспособных неактивных граждан 3636 были учениками либо студентами, 3512 — пенсионерами, а ещё 4810 были неактивны в силу других причин.
На протяжении 2010 года в коммуне числилось 39 381 облагаемое налогом домохозяйство, в котором проживало 72 308 человек. При этом медиана доходов составила 17 723 евро на одного налогоплательщика.

## Климат
Канны относятся к зоне Средиземноморского климата.
| Показатель              | Янв. | Фев. | Март | Апр. | Май  | Июнь | Июль | Авг. | Сен. | Окт.  | Нояб. | Дек. | Год   |
| ----------------------- | ---- | ---- | ---- | ---- | ---- | ---- | ---- | ---- | ---- | ----- | ----- | ---- | ----- |
| Средняя температура, °C | 7,9  | 8,6  | 10,1 | 12,5 | 15,8 | 19,3 | 22,1 | 22,1 | 19,7 | 16,1  | 11,6  | 8,8  | 14,6  |
| Норма осадков, мм       | 88,7 | 92,3 | 74,6 | 69,3 | 50,3 | 40,2 | 16,7 | 36,0 | 61,8 | 121,2 | 117,3 | 89,4 | 857,7 |

## Современный город

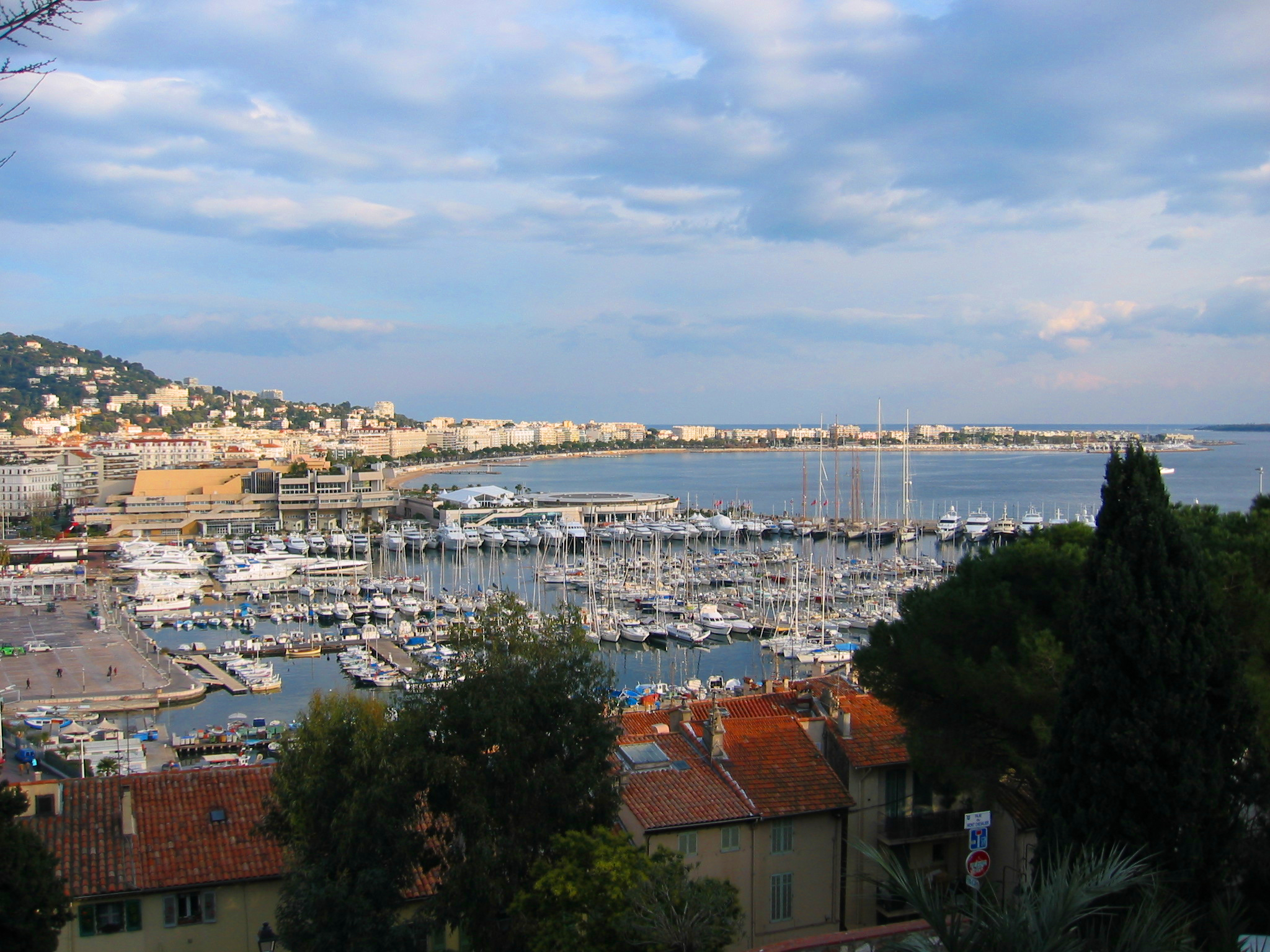
Вид на Канны из крепости Ля Кастр

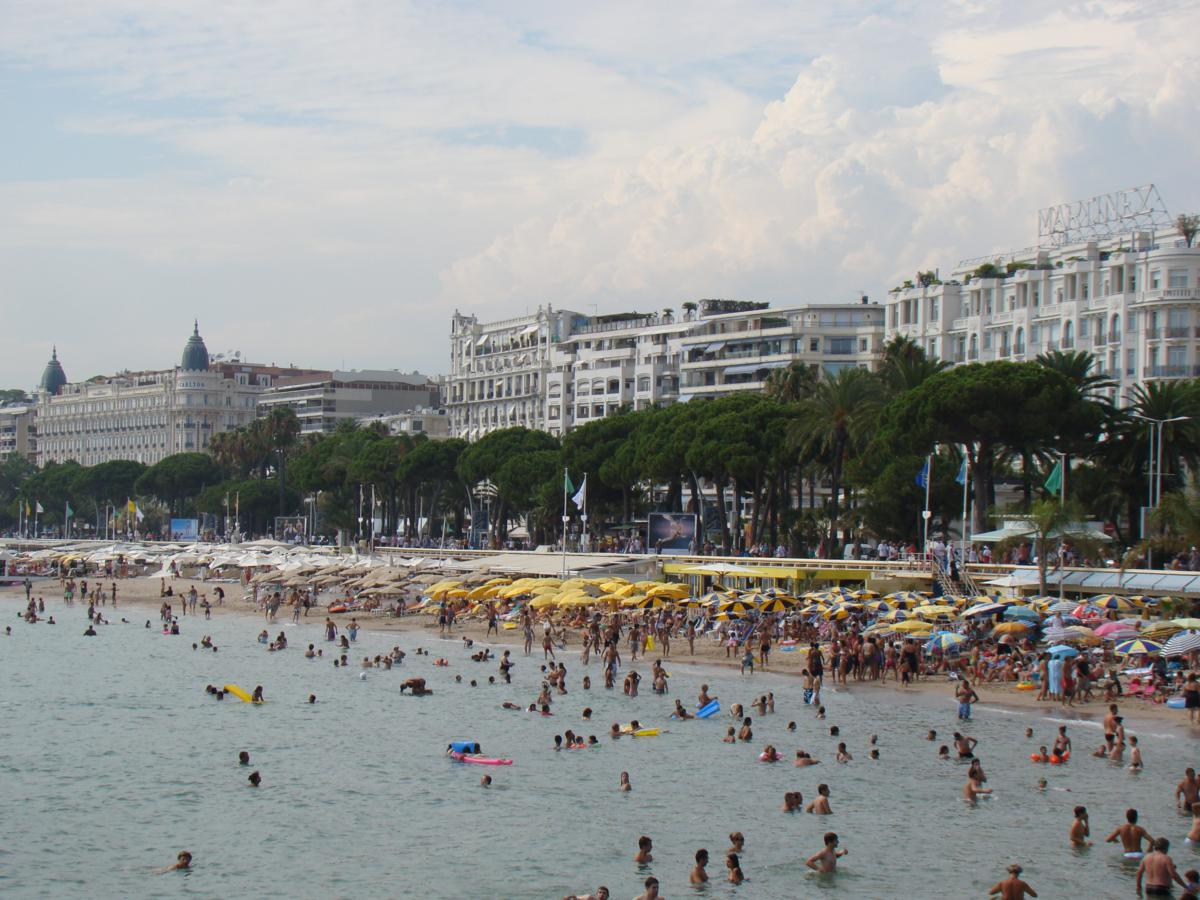
Вид на набережную Круазет

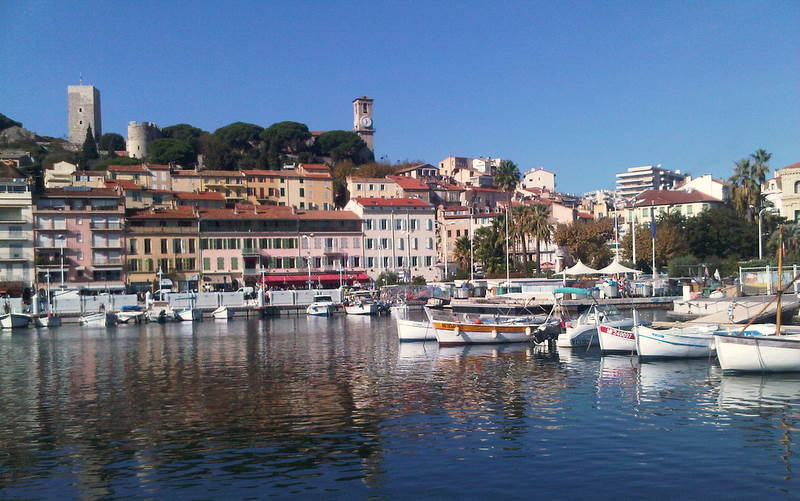
Порт

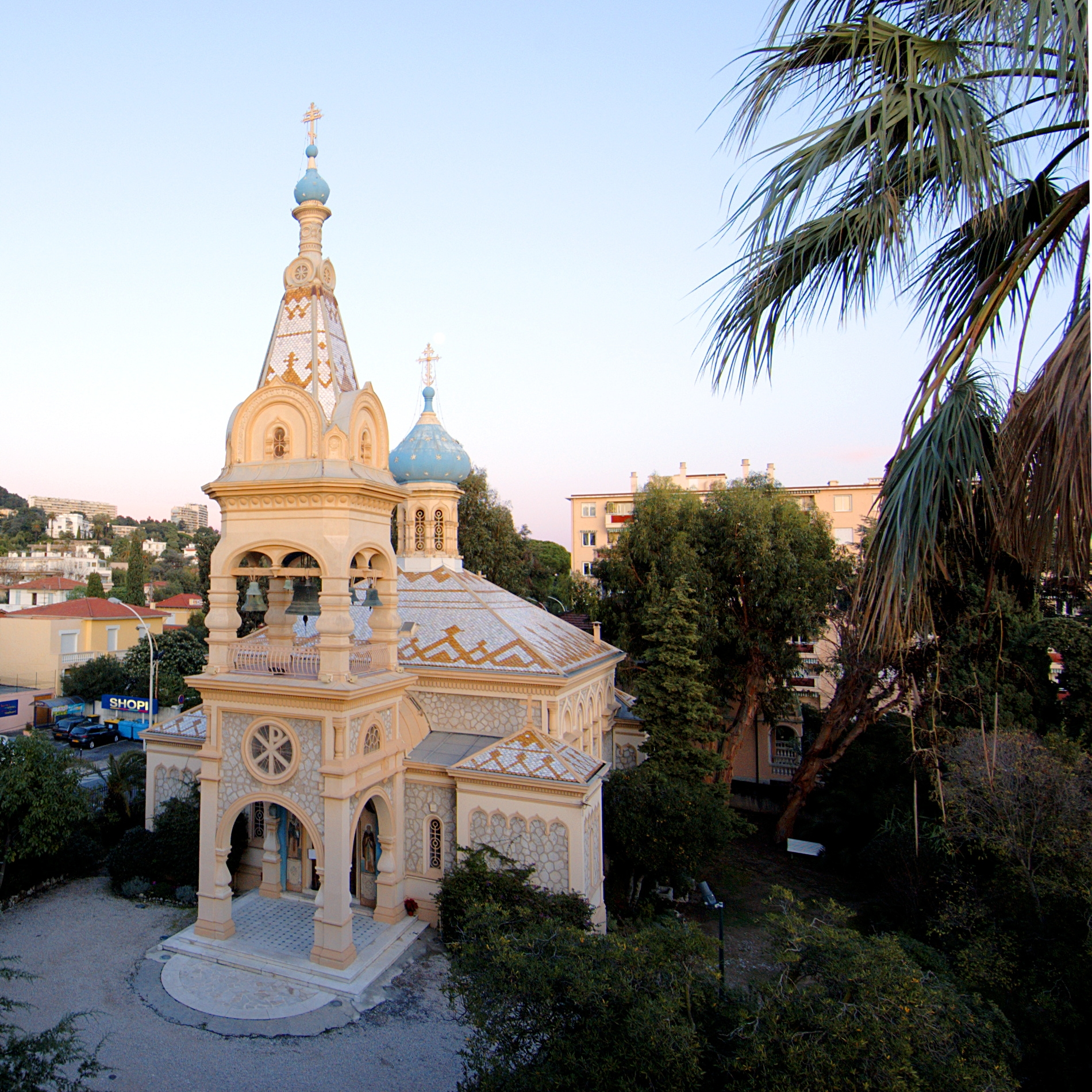
Русская церковь в Каннах

Город представляет собой один из наиболее популярных курортов Французской Ривьеры, который протянулся на 9 км от квартала Бокка до скал Фуркад.
Центр Канн — улица Антиб, аллея Свободы и набережная Круазет.
В Каннах имеются несколько железнодорожных станций: Канны, Канн-Ла-Бокка, Ле-Боске, Ла-Фрейер.
Расстояние от Парижа составляет 907 км на юго-восток.

## Достопримечательности
В центре старого города возвышается холм Сюке — старинный Castrum Canois, улочки и дома которого теснятся по склонам горы Шевалье.
Башня Сюке высотой 22 метра — самый яркий исторический памятник старого города. А за крепостными стенами Сюке расположена церковь Богоматери Надежды (Notre-Dame de l’Esperance).
От знаменитого кинотеатра — места проведения ежегодного Каннского кинофестиваля — регулярно отходит экскурсионный трамвайчик. Для многочисленных туристов текст экскурсии транслируется через наушники на разных языках, в том числе и на русском.

### Музеи
- Музей де ля Кастр (Musée de la Castre). В нём хранится собрание древностей Средиземноморья
- Музей Моря (Musée de la Mer) — собрание артефактов кораблекрушений
- Галери де ля Мальмезон (Galerie de la Malmaison) и Musée Chapelle Bellini — для любителей современного искусства

### Соборы и церкви
- католическая церковь Богоматери Надежды (Notre-Dame de l’Esperance) (середина VII века);
- католическая церковь Богоматери Доброго Пути (Notre-Dame de Bon Voyage);
- католическое Леринское аббатство, расположенное на острове Сент-Онора у побережья Канн;
- русская Михаило-Архангельская церковь (1894) — единственный православный храм в Каннах.

Самым большим парком города является знаменитое кладбище Гран-Жас.

## Панорама

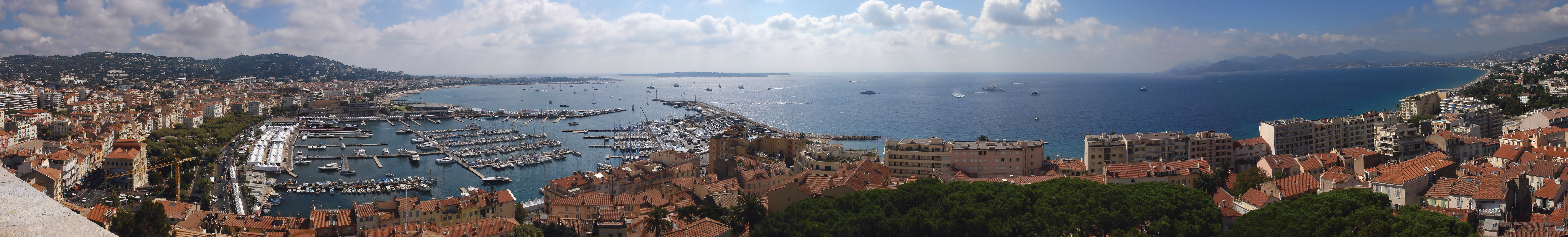
Панорама города Канны

## Известные события
В 1815 году Наполеон I высадился неподалёку от города, в бухте Жуан. В Канны он послал генерала Камбронна с приказанием добыть припасы.
Канны особенно известны благодаря проходящему там ежегодно Каннскому кинофестивалю и Международному фестивалю рекламы «Каннские львы».
Также в Каннах проходит крупная европейская ярмарка технологий мобильной связи 3GSM World Congress и самая значительная в Европе выставка коммерческой недвижимости «MAPIC».
В ноябре 2011 года принимал шестой саммит G-20.

### Каннский кинофестиваль

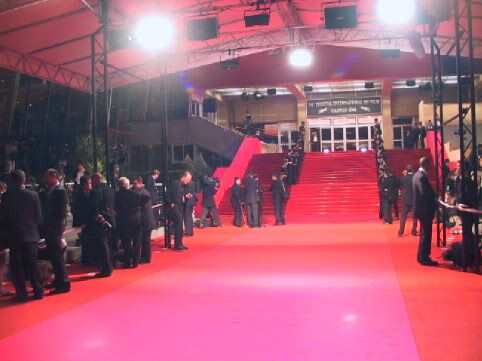
Красная ковровая дорожка Каннского кинофестиваля

Междунаро́дный ка́ннский кинофестива́ль (фр. Festival international du film de Cannes) ежегодный кинематографический фестиваль, проводимый в конце мая в курортном городе Канны (Франция) на базе Фестивального дворца. Аккредитован Международной федерацией ассоциаций кинопродюсеров (FIAPF) в числе двенадцати конкурсных фестивалей игровых фильмов (так называемые «фестивали категории А»).

### Каннский фестиваль пиротехники
Каннский фестиваль пиротехники (фр. Festival d'art pyrotechnique de Cannes) — ежегодный фестиваль фейерверков над Напульским заливом, проводимый во второй половине июля и августе. Финальное выступление 24 августа. Фестиваль проводится с 1967 года.

### Международный фестиваль рекламы «Каннские львы»
Международный фестиваль рекламы «Каннские львы» (Cannes Lions International Advertising Festival, сокращённо IAF) считается наиболее авторитетным международным фестивалем производителей рекламы. Фестиваль, продолжительностью от 5 до 7 дней, ежегодно проводится, обычно в третью неделю июня.

### MipTV/Milia
MipTV/Milia — ведущий ежегодный глобальный форум производителей, покупателей и дистрибьюторов в области телевещания, аудиовидеотехнологий. Выставка предлагает ознакомиться с новейшими разработками, связанными с цифровым контентом и интерактивными технологиями.

### «MIDEM»
Международная выставка музыкальной аудиопродукции «MIDEM».

### «MAPIC»
Международная выставка торговой недвижимости «MAPIC».

## Города-побратимы
- Акапулько, Мексика, 1994[21]
- Беверли-Хиллс, США, 1986[22]
- Будапешт, Венгрия, 1990[23]
- Гштад, Швейцария, 1995[24]
- городской округ Кенсингтон и Челси, Лондон, Великобритания, 1970[25]
- Санья, Хайнань, Китай, 1997[26]
- Сидзуока, префектура Сидзуока, Япония, 1991[27]
- Тель-Авив, Израиль, 1993[28]
- Турин, Италия, 2000[29]
- Флоренция, Италия, 1991[30]